# Randall Lewis
Randall Scott Lewis, detto Randy (Rapid City, 7 giugno 1959), è un ex lottatore statunitense, specializzato nella lotta libera.

## Palmarès

### Olimpiadi
- 1 medaglia:
  - 1 oro (Los Angeles 1984 nei pesi piuma)